# Gould Reef
Gould Reef är ett rev på Stora barriärrevet i Australien.   Det ligger cirak 205 km öster om Townsville i delstaten Queensland.